# Burg Guadamur
Die Burg Guadamur befindet sich auf dem Gebiet der gleichnamigen spanischen Gemeinde Guadamur etwa 15 Kilometer westlich von Toledo.

## Beschreibung

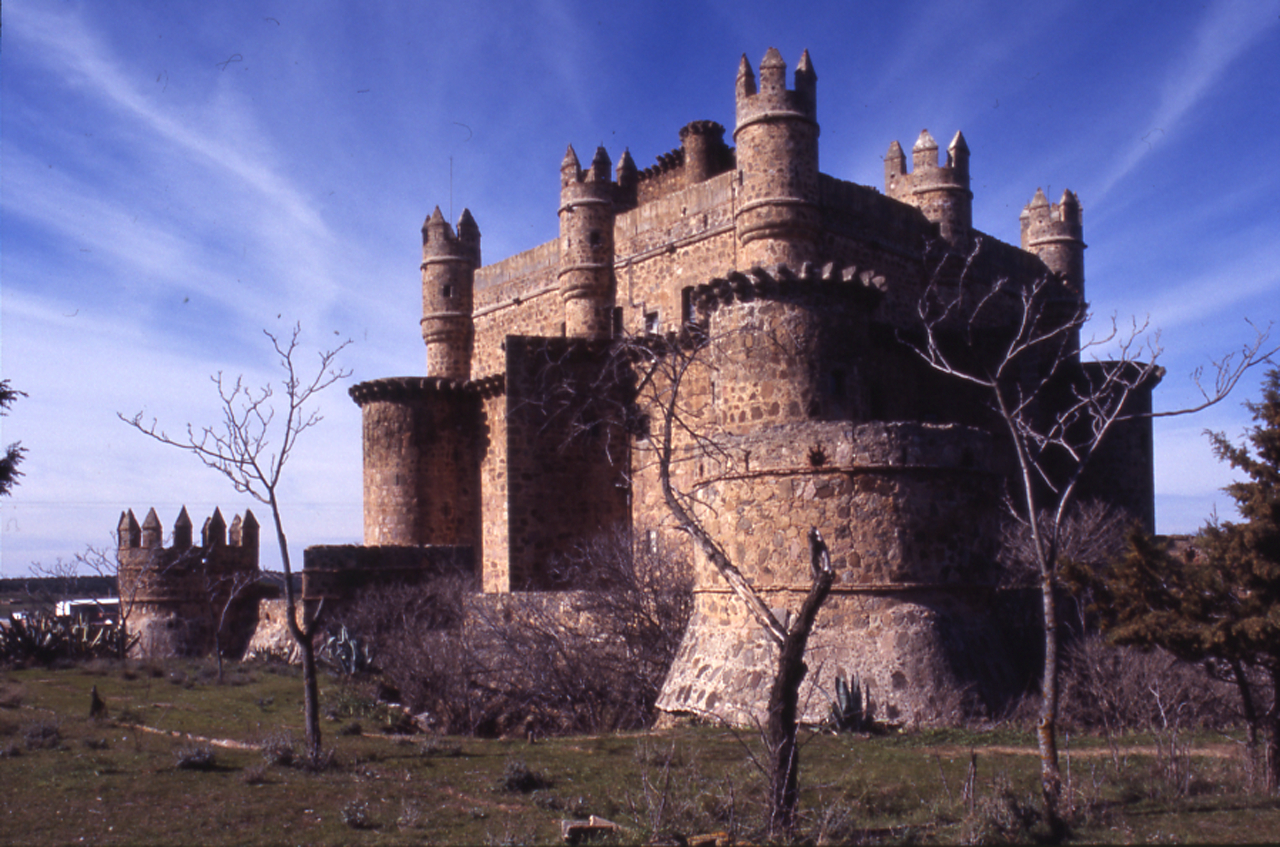
Foto von Paolo Monti, 1980

Guadamur ist ein gutes Beispiel für den spätmittelalterlichen spanischen Stil des Burgenbaus. Die Anlage entstand in mehreren Bauphasen zwischen 1470 und 1520 und weist bereits Merkmale des neuzeitlichen Festungsbaus auf. Der Kern der Anlage wird von einer Ringmauer mit annähernd quadratischem Grundriss umschlossen, die Ecken sind mit Rondellen verstärkt, während die Seiten jeweils in der Mitte spitzwinklige, bastionsartige Vorsprünge aufweisen. Dieses Schema wiederholt sich im äußeren Mauerring, der die gesamte Anlage umschließt. Der obere Teil der inneren Ringmauer ist vom Sockel ein Stück nach hinten versetzt und zeigt einen geraden Mauerverlauf. Die Mauerkrone ist mit Zinnen und kleinen Türmchen (Tourellen) versehen. Wie bei westeuropäischen Burgen üblich, wird die Anlage von einem großen Wehr- und Wohnturm beherrscht (Donjon), der im Spanischen als torre del homenaje bezeichnet wird. Er verfügt hier über einen rechteckigen Grundriss und schließt sich an eine Ecke der inneren Ringmauer an, während seine Vorderseite dem Tor zugewendet ist. Der zwischen beiden Mauerabschnitten verlaufende Torweg wird abgewinkelt um den torre del homenaje herumgeführt.
Der Innenhof im Zentrum der Anlage ist in drei kleinere Höfe unterteilt. Wohnräume und Festsäle sind mit zwei Reihen von Bogengängen miteinander verbunden. In die Friese und Gesimse der größeren Räume sind Psalmen und lateinische Gebetstexte eingraviert.
Dank einer aufwändigen Restaurierung im 19. Jahrhundert sind Teile der Wandreliefs aus dem 15. Jahrhundert erhalten geblieben.

### Torre del homenaje
Der Donjon von Guadamur ist an den Ecken und in seinen Mauermitten noch einmal mit kleinen Tourellen ausgestattet. Die Plattform auf dem Turm und die Tourellen selbst sind mit Maschikulis versehen, die in der von Feuerwaffen beherrschten Bauzeit der Anlage jedoch kaum noch eine reale Wehrfunktion haben, sondern (ähnlich wie z. B. bei der Burg Coca) vor allem dazu dienen, der Anlage ein herrschaftliches, wehrhaftes Aussehen zu verleihen. Die Steine der Mauer sowie die beiden Seiten des Haupteinganges tragen Reliefs mit Löwen und Schrägbalken von Wappenschildern.